# Campaea sesquistriataria
Campaea sesquistriataria är en fjärilsart som beskrevs av August Wilhelm Knoch 1781. Campaea sesquistriataria ingår i släktet Campaea och familjen mätare. Inga underarter finns listade i Catalogue of Life.